# Sergio Pérez de Arce
Sergio Hernán Pérez de Arce Arriagada (Quillota, 26 de agosto de 1963) es un eclesiástico católico chileno, miembro de la Congregación de los Sagrados Corazones. Es el arzobispo de la Santísima Concepción desde 2024.

## Biografía
Nació el 26 de agosto de 1963, en la ciudad chilena de Quillota. Hijo del matrimonio de Mario Pérez de Arce y Norma Arriagada, siendo el menor de cinco hermanos.
Realizó su formación primaria y secundaria en Viña del Mar. Posteriormente, tras realizar estudios en la Pontificia Universidad Católica de Chile, obtuvo una licenciatura en Teología.

### Vida religiosa
En 1982, ingresó al postulantado de la Congregación de los Sagrados Corazones, realizando su primera profesión de votos religiosos el 2 de marzo de 1985.
Su ordenación sacerdotal fue el 15 de diciembre de 1990, en la Iglesia de los Sagrados Corazones de Valparaíso, a manos del obispo Javier Prado Aránguiz.
Fue asesor del Centro de Pastoral Juvenil de los Padres franceses. También sirvió como vicario parroquial de San Pedro y San Pablo de La Granja. Además, como asesor religioso del Colegio Sagrados Corazones de Manquehue, en Santiago; y en el Colegio San Damián de Molokai de Valparaíso. Fungió como capellán de la Fundación Patronato Sagrados Corazones, y como rector de la Iglesia de los Sagrados Corazones de Valparaíso. 
También ocupó cargos importantes dentro de su congregación, como formador del postulantado, consejero provincial y superior provincial (2005-2011).
Fue presidente de la Conferencia de Religiosos de Chile (CONFERRE; 2011-2014), y miembro del Consejo Nacional de prevención de abusos de la Conferencia Episcopal de Chile. En 2018 asumió como delegado provincial para la recepción de denuncias de abusos.

### Episcopado
Chillán
El 21 de septiembre de 2018, el papa Francisco lo nombró administrador apostólico sede vacante et ad nutum Sanctae Sedis de San Bartolomé de Chillán. El 5 de febrero de 2020,  fue nombrado obispo de San Bartolomé de Chillán. Fue consagrado el 11 de julio del mismo año, en la Catedral de Chillán; a manos del arzobispo Alberto Ortega Martín.
Concepción
El 16 de mayo de 2024, fue nombrado arzobispo de la Santísima Concepción.
El 29 de junio, en una ceremonia en la Basílica de San Pedro, recibió el palio arzobispal de manos del papa Francisco.
Tomó posesión canónica el  7 de julio del mismo año, durante una ceremonia en la Catedral de la Santísima Concepción. El arzobispo Fernando Chomali, le impuso el palio durante la posesión.
- Secretario general de la Conferencia Episcopal de Chile (CECh; desde 2021).[13][14]